# Universitat Nacional de Colòmbia
La Universitat Nacional de Colòmbia és una universitat de recerca, pública, nacional, coeducacional, localitzada principalment a Bogotà, Medellín, Manizales i Palmira, Colòmbia. Establerta el 22 de setembre de 1867 per una llei del Congrés de Colòmbia, la universitat és la institució d'educació superior més gran del país amb més de 44.000 estudiants, el número més gran de graduats professionals per any, així com nombre de programes acadèmics universitaris i llicenciatures. La Universitat Nacional de Colòmbia està reconeguda en diversos rànkings de Llatinoamèrica i mundials.

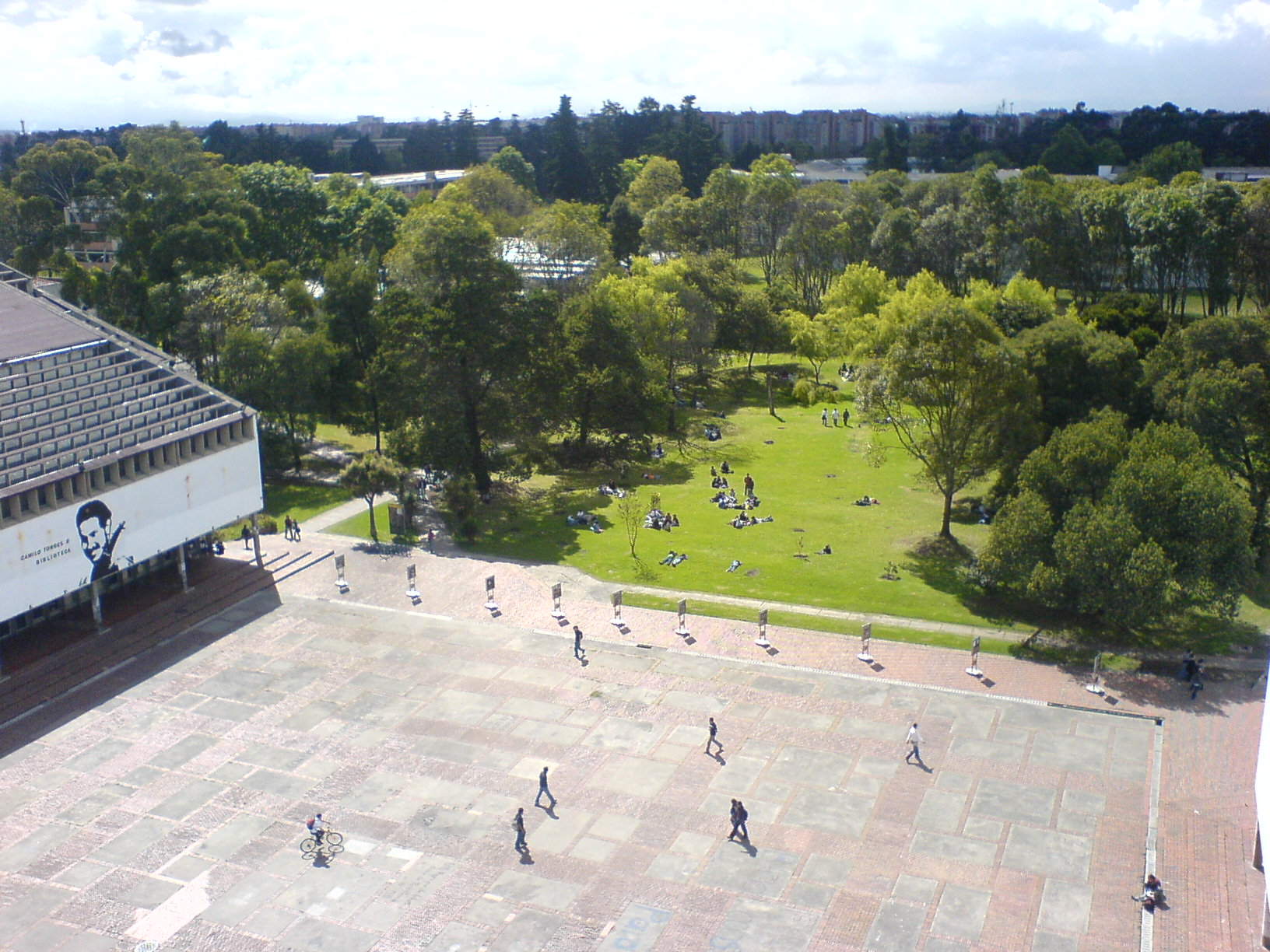
Plaça central, el campus de Bogotà